# جيمس إم. ماسترز سينيور
جيمس إم. ماسترز سينيور (بالإنجليزية: James M. Masters, Sr.)‏ هو ضابط أمريكي، ولد في 16 يونيو 1911 في أتلانتا في الولايات المتحدة، وتوفي في 5 أغسطس 1988 في واشنطن العاصمة في الولايات المتحدة.